# Hút mật bình nguyên
Anthreptes simplex là một loài chim trong họ Nectariniidae.